# Gobernación de Beirut
La gobernación de Beirut (en árabe: محافظة بيروت, Muhāfazat Bayrūt) es una de las gobernaciones del Líbano. Es la única de las gobernaciones que consta de un solo distrito y ciudad, Beirut, la cual es capital de la gobernatura y del país. Tiene una superficie de 19'8 km² y una población de 433,249  habitantes según una estimación realizada en 2017 (excluye el área metropolitana fuera de la Gobernación).

## Economía
Beirut contiene la sede del gobierno y el parlamento, y juega un papel fundamental en la economía libanesa, desde: el centro de la ciudad, Hamra, Verdun y Ashrafieh, que contiene una gran cantidad de empresas privadas y bancos. Esta ciudad se distingue por ser el punto neurálgico de la vida cultural de los libaneses y árabes, ya que es famosa por su prensa, sus teatros, sus actividades culturales y su constante movimiento. Después de la devastadora guerra civil, Beirut atravesó un importante proceso de reconstrucción que incluyó el rediseño del centro histórico de la ciudad, además de la construcción de enormes centros comerciales, convirtiéndola en una atracción turística. Según el New York Times, Beirut ganó el primer lugar de las ciudades más visitadas en 2009. También fue catalogada como una de las diez ciudades vitales del mundo por la guía turística Lonely planet en 2009. En 2011, MasterCard reveló que Beirut ocupó el segundo lugar en términos de alto gasto Visitantes a Oriente Medio y África. Dubái ocupó el primer lugar con alrededor de 7.800 millones de dólares, seguido de Beirut con alrededor de 6.500 millones de dólares, luego Tel Aviv con alrededor de 1.000 millones de dólares, luego El Cairo con alrededor de 3.700 millones de dólares y luego Johannesburgo con alrededor de 3.300 millones de dólares. Como tal, Beirut es el lugar más atractivo para el turismo en el país.

### Turismo
Beirut ocupó el noveno lugar en la lista de las mejores ciudades de la revista Travel and Leisure para el año 2006, ubicándose detrás de  Nueva York y por delante de San Francisco, pero esta lista de ciudades había sido desarrollado y votado antes de la agresión que Israel invadió el Líbano en el mismo año. Después de que las cosas volvieron a la normalidad, el número de turistas volvió a aumentar significativamente. Recientemente, la guía turística "Lonely Planet" nombró a Beirut como la ciudad más vibrante de la Tierra para el año 2009, y el New York Times otorgó a la ciudad el primer lugar en su lista de los cuarenta y cuatro lugares para visitar en 2009. En 2009, cerca de 2.000.000 de turistas árabes y extranjeros visitaron el Líbano.

## Geografía

### Clima
El tiempo en Beirut es generalmente templado, con un clima mediterráneo caracterizado por veranos cálidos y secos, primavera y otoño moderados e inviernos fríos y lluviosos. Agosto es el mes más cálido del año, con una temperatura promedio de 29 °C (84 °F), y enero y febrero son los más fríos, con una temperatura promedio de 10 °C (50 °F).
El viento es del oeste durante la tarde y la noche, es decir, sopla del mar hacia la tierra, pero por la noche, el viento se vuelve del este, es decir, sopla de la tierra hacia el mar.
La precipitación media anual en Beirut es de 860 milímetros (34,1 pulgadas), la mayor parte de la cual cae durante los meses de invierno y una pequeña parte cae en otoño y primavera. La mayor parte de la lluvia cae durante un número limitado de días, normalmente abundante, y rara vez cae nieve en Beirut, y en caso de caer no se acumula, a excepción del invierno de los años 1920, 1942 y 1950. , cuando tres grandes tormentas de nieve azotaron el Líbano y provocaron nevadas en la costa.